# 28天
是一部2000年的美國喜劇電影，由貝蒂·湯瑪斯執導，主演是珊卓·布拉克，飾演Gwen Cummings。其他演員有維高·摩天臣、多明尼克·魏斯特、伊麗莎白·帕金斯、史提夫·布斯美和黛安·拉德。
因為主題與怎麼讓一個酒精中毒者改過遷善的因素，此部電影常會在公立學校中的健康課上放映給學生看。
珊卓·布拉克花了幾天在Sierra Tucson準備她自己飾演在28天裡的角色。
此部電影由幾位人士支持，其中包含一位自編自唱的歌手－Loudon Wainwright III（他把4首音樂融合進電影的配樂中）。

## 劇情
在姐姐結婚當天因為酒駕而車禍後，葛雯·康明斯有兩個抉擇：監獄和勒戒所。她選擇了勒戒所，但是她強烈反對參與勒戒所裡的任何一個治療課程，並拒絕承認自己有酒精中毒。在認識一些病人後，葛雯開始自我檢討其一生，並發現自己的確有很嚴重的酒精中毒的問題。她和Andrea（一位17歲因上癮海洛因而進入勒戒所的女孩，有時候會自殘）做朋友。當她嘗試讓自己保持清醒狀態時，所有其他的病人幫助她，讓她看見不同面的自己。在通往矯正、治療的道路上，並不如想像中的簡單，即使成功了，也不一定是自己喜歡的結果。但是，她已經有能力讓自己去嘗試控制自己別再喝酒了。

## 主要角色
- 珊卓·布拉克 飾演 Gwen Cummings：本片的主角，是某家報社的專欄作家，因喝酒的問題而送去勒戒所，現在已改過遷善了
- 艾佐拉·斯蓋（英语：Azura Skye） 飾演 Andrea Delaney
- 多明尼克·魏斯特 飾演 Jasper：Gwen的男友，並自稱自己是Gwen的未婚夫
- 維高·摩天臣 飾演 Eddie Boone：一位棒球選手
- 伊麗莎白·帕金斯 飾演 Lily Cummings：Gwen的姐姐
- 阿蘭·圖代克 飾演 Gerhardt
- 蘭尼·桑托尼（英语：Reni Santoni） 飾演 Daniel
- 瑪麗安娜·瓊-巴普蒂斯特（英语：Marianne Jean-Baptiste） 飾演 Roshanda
- 黛安·拉德 飾演 Bobbie Jean
- 麥克·奧麥利 飾演 Oliver
- 史提夫·布斯美 飾演 Cornell Shaw：Gwen的指導老師
- 瑪果·麥汀達爾 飾演 Betty
- Susan Krebs 飾演 Evelyn
- 伊利亞·凱利（英语：Elijah Kelley） 飾演 Darnell

## 製作
主體拍攝於1999年4月14日開始，於北卡罗来纳州進行製作。

## 外部連結
- 互联网电影数据库（IMDb）上《28天》的资料（英文）
- AllMovie上《28天》的资料（英文）
- 爛番茄上《28天》的資料（英文）
- Box Office Mojo上《28天》的資料（英文）
- Metacritic上《28天》的資料（英文）